# مولانا ولی الله
مولانا ولی الله نگارگری مکتب هرات افغانستان فعلی در دوره تیموریان است  که در هرات فعالیت داشت. نوآوری‌های ولی الله نه فقط در تجسم واقع گرایانه انسان و طبیعت، بلکه همینطور در رویکرد عارفانه به موضوعها بود. او تاثیر زیادی بر سبک کمال‌الدین بهزاد داشت. آثاری مرکبی با مهر ((بنده ولی مصور)) که در موزه توپ قاپو نگه داری می‌شوند را به او نسبت می‌دهند.